# Jiří Hanzlík
Jiří Hanzlík (* 2. února 1974 v Rokycanech) je český hokejový trenér a bývalý hokejový obránce. Momentálně pracuje jako asistent hlavního trenéra v klubu Banes Motor České Budějovice.

## Hráčská kariéra
S hokejem začínal v Rokycanech, za seniorskou kategorii začínal nedaleko rodiště v Plzni. V osmnácti letech debutoval v posledním ročníku československé nejvyšší lize. V Plzni strávil deset sezon, v ročníku 1999/2000 obsadili celkové třetím místo. 7. listopadu 2002 byl vyměněn do týmu Bílí Tygři Liberec za Zdeňka Šmída. Debut v Liberci prožil v zápase proti HC Moeller Pardubice. V průběhu ročníku odehrál jeden zápas v 1. lize za klub HC Slovan Ústečtí Lvi. Před sezonou 2003/04 se vrátil zpět do Plzně, kde byl zvolen kapitánem mužstva. Za Plzeň odehrál v základní části třicet pět zápasů, poté se vrátil zpět do Liberce, za které dohrál sezonu. V Liberci odehrán následující dva ročníky, v sezóně 2004/05 obsadil klub celkově třetí místo. Před novou sezonu přestoupil do týmu HC Energie Karlovy Vary. V klubu strávil tři plné sezony a v poslední sezoně v Karlových Varech (2008/09) pomohl vybojovat titul mistra Extraligy. 1. května 2009 se opět vrátil do Plzně . V ročnících 2009/10 a 2010/11 vynechal v základní části pouhý jeden zápas. 1. května 2012 prodloužil smlouvu o následující jeden rok. V klubu působí od ročníku 2012/13 jako alternativní hráč. Hráčskou kariéru ukončil po sezoně 2013/2014 v klubu HC Škoda Plzeň.

## Trenérská kariéra
Po ukončení hráčské kariéry zůstal Jiří Hanzlík v klubu HC Škoda Plzeň, stal se trenérem mládeže. Působil převážně jako asistent hlavního trenéra v dorostenecké a juniorské kategorii. V letech 2016-2021 byl asistent trenéra v seniorském týmu. V Plzni působil do konce sezony 2022/23. Před začátkem ročníku 2023/24 oznámil klub Banes Motor České Budějovice nové trenéry, hlavním trenérem byl jmenován Ladislav Čihák, který jsi vybral za asistenta Jiřího Hanzlíka. Čihák s Hanzlíkem působili jako trenéři v Plzni v letech 2014-2021. 

## Prvenství
- Debut v ČHL – 14. září 1993 (HC Škoda Plzeň proti HC Vajgar Jindřichův Hradec)
- První asistence v ČHL – 19. září 1993 (HC Sparta Praha proti HC Škoda Plzeň)
- První gól v ČHL – 26. listopadu 1993 (HC Škoda Plzeň proti AC ZPS Zlín, českému brankáři Richardu Hrazdírovi)

## Klubová statistika
| Sezóna         | Klub                    | Soutěž         |     | Základní část | Základní část | Základní část | Základní část | Základní část |   | Play off | Play off | Play off | Play off | Play off |
| Sezóna         | Klub                    | Soutěž         | Z   | G             | A             | B             | TM            | Z             | G | A        | B        | TM       |          |          |
| 1992/1993      | HC Škoda Plzeň          | ČSHL           | 30  | 1             | 5             | 6             | 0             | —             | — | —        | —        | —        |          |          |
| 1993/1994      | HC Škoda Plzeň          | ČHL            | 38  | 2             | 8             | 10            | 0             | 4             | 1 | 2        | 3        | —        |          |          |
| 1994/1995      | HC Interconnex Plzeň    | ČHL            | 23  | 1             | 5             | 6             | 0             | —             | — | —        | —        | —        |          |          |
| 1995/1996      | HC ZKZ Plzeň            | ČHL            | 36  | 2             | 3             | 5             | 49            | 3             | 0 | 0        | 2        | 0        |          |          |
| 1996/1997      | HC ZKZ Plzeň            | ČHL            | 39  | 3             | 7             | 10            | 24            | —             | — | —        | —        | —        |          |          |
| 1997/1998      | HC Keramika Plzeň       | ČHL            | 42  | 1             | 14            | 15            | 16            | 3             | 0 | 1        | 1        | 2        |          |          |
| 1998/1999      | HC Keramika Plzeň       | ČHL            | 52  | 8             | 13            | 21            | 38            | —             | — | —        | —        | —        |          |          |
| 1999/2000      | HC Keramika Plzeň       | ČHL            | 48  | 4             | 10            | 14            | 34            | 7             | 0 | 1        | 1        | 8        |          |          |
| 2000/2001      | HC Keramika Plzeň       | ČHL            | 51  | 5             | 14            | 19            | 36            | —             | — | —        | —        | —        |          |          |
| 2001/2002      | HC Keramika Plzeň       | ČHL            | 43  | 1             | 13            | 14            | 44            | 6             | 0 | 2        | 2        | 4        |          |          |
| 2002/2003      | HC Keramika Plzeň       | ČHL            | 16  | 1             | 3             | 4             | 31            | —             | — | —        | —        | —        |          |          |
| 2002/2003      | Bílí Tygři Liberec      | ČHL            | 27  | 3             | 4             | 7             | 57            | —             | — | —        | —        | —        |          |          |
| 2002/2003      | HC Slovan Ústečtí Lvi   | 1.ČHL          | 1   | 1             | 1             | 2             | 2             | —             | — | —        | —        | —        |          |          |
| 2003/2004      | HC Lasselsberger Plzeň  | ČHL            | 35  | 0             | 8             | 8             | 24            | —             | — | —        | —        | —        |          |          |
| 2003/2004      | Bílí Tygři Liberec      | ČHL            | 16  | 1             | 2             | 3             | 14            | —             | — | —        | —        | —        |          |          |
| 2004/2005      | Bílí Tygři Liberec      | ČHL            | 44  | 1             | 9             | 10            | 72            | 12            | 1 | 3        | 4        | 10       |          |          |
| 2005/2006      | Bílí Tygři Liberec      | ČHL            | 45  | 3             | 3             | 6             | 48            | 5             | 0 | 1        | 1        | 18       |          |          |
| 2006/2007      | HC Energie Karlovy Vary | ČHL            | 52  | 4             | 0             | 4             | 58            | 3             | 0 | 0        | 0        | 2        |          |          |
| 2007/2008      | HC Energie Karlovy Vary | ČHL            | 43  | 8             | 5             | 13            | 38            | 19            | 1 | 1        | 2        | 18       |          |          |
| 2008/2009      | HC Energie Karlovy Vary | ČHL            | 32  | 1             | 7             | 8             | 26            | —             | — | —        | —        | —        |          |          |
| 2009/2010      | HC Plzeň 1929           | ČHL            | 51  | 8             | 13            | 21            | 64            | 6             | 0 | 2        | 2        | 6        |          |          |
| 2010/2011      | HC Plzeň 1929           | ČHL            | 51  | 7             | 19            | 26            | 30            | 4             | 0 | 2        | 2        | 8        |          |          |
| 2011/2012      | HC Plzeň 1929           | ČHL            | 43  | 5             | 7             | 12            | 32            | 8             | 2 | 1        | 3        | 12       |          |          |
| 2012/2013      | HC Škoda Plzeň          | ČHL            | 41  | 2             | 12            | 14            | 34            | 17            | 3 | 1        | 4        | 6        |          |          |
| 2013/2014      | HC Škoda Plzeň          | ČHL            | 39  | 3             | 8             | 11            | 22            | 6             | 0 | 2        | 2        | 12       |          |          |
| Celkem v ČHL   | Celkem v ČHL            | Celkem v ČHL   | 897 | 73            | 183           | 256           | 829           | 106           | 8 | 18       | 26       | 114      |          |          |
| Celkem v 1.ČHL | Celkem v 1.ČHL          | Celkem v 1.ČHL | 1   | 1             | 1             | 2             | 2             | —             | — | —        | —        | —        |          |          |

## Turnaje v Česku
| Rok    | Tým                     | Liga         | Z  | G | A  | B  | TM |
| ------ | ----------------------- | ------------ | -- | - | -- | -- | -- |
| 2000   | HC Keramika Plzeň       | Zepter Cup   | 7  | 2 | 1  | 3  | 0  |
| 2001   | HC Keramika Plzeň       | Tipsport Cup | 7  | 0 | 3  | 3  | 2  |
| 2002   | HC Keramika Plzeň       | Tipsport Cup | 3  | 0 | 1  | 1  | 2  |
| 2003   | HC Lasselsberger Plzeň  | Tipsport Cup | 7  | 0 | 3  | 3  | 6  |
| 2007   | HC Energie Karlovy Vary | Tipsport Cup | 8  | 1 | 1  | 2  | 8  |
| 2008   | HC Energie Karlovy Vary | Tipsport Cup | 5  | 0 | 2  | 2  | 4  |
| 2009   | HC Energie Karlovy Vary | Tipsport Cup | 4  | 0 | 1  | 1  | 2  |
| 2010   | HC Energie Karlovy Vary | Tipsport Cup | 3  | 0 | 1  | 1  | 0  |
| Celkem | Celkem                  | Celkem       | 45 | 3 | 13 | 16 | 24 |

## Reprezentace
| Rok          | Tým          | Soutěž       | Z | G | A | B | TM |
| ------------ | ------------ | ------------ | - | - | - | - | -- |
| 1999/2000    | Česko        | EHT          | 3 | 0 | 1 | 1 | 2  |
| Celkem v EHT | Celkem v EHT | Celkem v EHT | 3 | 0 | 1 | 1 | 2  |